# Euaspidoceras
Euaspidoceras es un género de cefalópodos amonoides extintos de la amilia Aspidoceratidae que vivieron durante el Jurásico Medio.
El antepasado de Euaspidoceras es probablemente Aspidoceras. Se considera relacionado con géneros como Orthaspidoceras, Simaspidoceras e Intranodites.

## Especies
- Euaspidoceras ajax  Leanza 1947
- Euaspidoceras davouxi  Bert and Bonnot 2004
- Euaspidoceras babeanum  d’Orbigny, 1848[2][3]
- Euaspidoceras perarmatum  J. Sowerby, 1822[4]
- Euaspidoceras veranadaense  Parent 2006[5]

## Distribución
Las especies de Euaspidoceras se pueden encontrar en el Jurásico de Argentina, Francia, Alemania, India, Italia, Madagascar, Arabia Saudita, España, Reino Unido y Yemen.